# Magdalena Eriksson
Pour les articles homonymes, voir Eriksson.
Magdalena Eriksson, née le 8 septembre 1993 à Stockholm, est une footballeuse internationale suédoise. Elle évolue au poste de défenseure avec le Bayern Munich.

## Biographie

### En club
Après une carrière passée entièrement en Suède, et notamment un titre de championnat en 2016 avec Linköpings FC, elle part en Angleterre. Depuis 2017, elle joue pour le club de Chelsea. Avec son club, elle remporte notamment le championnat à trois reprises, en 2018, 2020 et 2021 et atteint la finale de la Ligue des champions féminines, perdue face au FC Barcelone, en 2021. 
Elle est désignée capitaine de son club au début de la saison 2019-2020.

### En équipe nationale
Avec les moins de 19 ans, elle participe au championnat d'Europe des moins de 19 ans 2012 organisé en Turquie. La Suède remporte la compétition, en battant l'Espagne en finale.
Avec sa sélection, elle est deux fois médaillée d'argent olympique. Elle remporte la médaille d'argent aux Jeux olympiques d'été de 2016 organisés au Brésil et aux Jeux olympiques d'été de 2021 organisés au Japon. 
Elle fait partie de l'équipe de Suède troisième de la Coupe du monde féminine de football 2019.

## Palmarès
- Vainqueur du championnat d'Europe des moins de 19 ans 2012 avec l'équipe de Suède des moins de 19 ans
- Vainqueur de la Coupe de Suède en 2014 et 2015 avec le Linköpings FC.
- Médaille d'argent aux Jeux olympiques d'été de 2016.
- Troisième de la Coupe du monde féminine de football 2019
- Vainqueur du championnat d'Angleterre en 2021 et 2023 avec Chelsea
- Vainqueur de la FA Cup en 2023 avec Chelsea.
- Médaille d'argent aux Jeux olympiques d'été de 2021.

### Distinctions personnelles
- Membre de l'équipe type de WSL en 2020.
- Diamantbollen en 2020

## Vie privée
Magdalena Eriksson est en couple avec Pernille Harder depuis mai 2014, l'attaquante et capitaine de l'équipe du Danemark et joueuse du Bayern Munich tout comme sa compagne.

## Statistiques
Le tableau ci-dessous retrace la carrière de Magdalena Eriksson depuis ses débuts :

### En club
| Saison                | Club                  | Championnat           | Championnat | Championnat | Coupe nationale | Coupe nationale | Coupe de la Ligue | Coupe de la Ligue | Supercoupe | Supercoupe | Compétition(s) continentale(s) | Compétition(s) continentale(s) | Compétition(s) continentale(s) | Total | Total |
| Saison                | Club                  | Division              | M.          | B.          | M.              | B.              | M.                | B.                | M.         | B.         | Comp.                          | M.                             | B.                             | M.    | B.    |
| 2011                  | Hammarby IF           | Damallsvenskan        | 19          | 0           | -               | -               | -                 | -                 | -          | -          | -                              | -                              | -                              | 19    | 0     |
| Sous-total            | Sous-total            | Sous-total            | 19          | 0           | 0               | 0               | 0                 | 0                 | 0          | 0          | -                              | 0                              | 0                              | 19    | 0     |
| 2012                  | Djurgårdens IF        | Damallsvenskan        | 19          | 1           | 2               | 0               | -                 | -                 | -          | -          | -                              | -                              | -                              | 21    | 1     |
| Sous-total            | Sous-total            | Sous-total            | 19          | 1           | 2               | 0               | 0                 | 0                 | 0          | 0          | -                              | 0                              | 0                              | 21    | 1     |
| 2013                  | Linköpings FC         | Damallsvenskan        | 19          | 2           | 1               | 0               | -                 | -                 | -          | -          | -                              | -                              | -                              | 20    | 2     |
| 2014                  | Linköpings FC         | Damallsvenskan        | 15          | 0           | -               | -               | -                 | -                 | -          | -          | -                              | -                              | -                              | 15    | 0     |
| 2015                  | Linköpings FC         | Damallsvenskan        | 22          | 1           | -               | -               | -                 | -                 | -          | -          | C1                             | 6                              | 1                              | 28    | 2     |
| 2016                  | Linköpings FC         | Damallsvenskan        | 21          | 2           | 1               | 0               | -                 | -                 | -          | -          | -                              | -                              | -                              | 22    | 2     |
| 2017                  | Linköpings FC         | Damallsvenskan        | 10          | 0           | -               | -               | -                 | -                 | -          | -          | -                              | -                              | -                              | 10    | 0     |
| Sous-total            | Sous-total            | Sous-total            | 66          | 3           | 2               | 0               | 0                 | 0                 | 0          | 0          | -                              | 6                              | 1                              | 74    | 4     |
| 2017-2018             | Chelsea FC            | Women's Super League  | 15          | 2           | 1               | 0               | -                 | -                 | -          | -          | C1                             | 8                              | 0                              | 24    | 2     |
| 2018-2019             | Chelsea FC            | Women's Super League  | 19          | 2           | 4               | 0               | -                 | -                 | -          | -          | C1                             | 7                              | 0                              | 30    | 2     |
| 2019-2020             | Chelsea FC            | Women's Super League  | 14          | 1           | 2               | 0               | 6                 | 2                 | -          | -          | C1                             | -                              | -                              | 22    | 3     |
| 2020-2021             | Chelsea FC            | Women's Super League  | 20          | 1           | 4               | 0               | 5                 | 1                 | 1          | 0          | C1                             | 6                              | 0                              | 36    | 2     |
| 2021-2022             | Chelsea FC            | Women's Super League  | 16          | 1           | 2               | 1               | -                 | -                 | -          | -          | C1                             | 6                              | 0                              | 24    | 2     |
| 2022-2023             | Chelsea FC            | Women's Super League  | 20          | 1           | 5               | 0               | 2                 | 0                 | -          | -          | C1                             | 9                              | 0                              | 36    | 1     |
| Sous-total            | Sous-total            | Sous-total            | 104         | 8           | 18              | 1               | 13                | 3                 | 1          | 0          | -                              | 36                             | 0                              | 172   | 12    |
| 2023-2024             | Bayern Munich         | Bundesliga            | 7           | 2           | 1               | 0               | -                 | -                 | -          | -          | C1                             | 3                              | 1                              | 11    | 3     |
| Sous-total            | Sous-total            | Sous-total            | 7           | 2           | 1               | 0               | 0                 | 0                 | 0          | 0          | -                              | 3                              | 1                              | 11    | 3     |
| Total sur la carrière | Total sur la carrière | Total sur la carrière | 215         | 14          | 23              | 1               | 13                | 3                 | 1          | 0          | -                              | 45                             | 2                              | 297   | 20    |